# Desmophyllum dianthus
Desmophyllum dianthus (Esper, 1794)  è una madrepora solitaria della famiglia Caryophylliidae.

## Distribuzione e habitat
È una specie cosmopolita, presente anche nel mar Mediterraneo.
Cresce tra 200 e 2000 m di profondità, su substrati rocciosi, spesso in associazione con altre specie di coralli biocostruttori come Desmophyllum pertusum e Madrepora oculata.

## Conservazione
La Lista rossa IUCN classifica Desmophyllum dianthus come specie in pericolo di estinzione (Endangered).